# Pseudoblothrus roszkovskii
Espèce
Synonymes
- Ideoblothrus roszkovskii Redikorzev, 1918

Pseudoblothrus roszkovskii est une espèce de pseudoscorpions de la famille des Syarinidae.

## Distribution
Cette espèce est endémique de Crimée en Ukraine. Elle se rencontre dans des grottes.

## Systématique et taxinomie
Cette espèce a été décrite sous le protonyme Ideoblothrus roszkovskii par en . Elle est placée dans le genre Pseudoblothrus par Beier en 1931.

## Publication originale
- Redikorzev, 1918 : Pseudoscorpions nouveaux. I. Ezhegodnik Zoologicheskago Muzeya, vol. 22, p. 91-101.